# Procerochasmias nigromaculatus
Procerochasmias nigromaculatus är en stekelart som först beskrevs av Cameron 1906.  Procerochasmias nigromaculatus ingår i släktet Procerochasmias och familjen brokparasitsteklar. Utöver nominatformen finns också underarten P. n. melanopygus.